# Prosotas tambunanensis
Prosotas tambunanensis är en fjärilsart som beskrevs av Barlow, Banks och Holloway 1971. Prosotas tambunanensis ingår i släktet Prosotas och familjen juvelvingar. Inga underarter finns listade i Catalogue of Life.